# Roswell (Nuovo Messico)
Roswell è una città e il capoluogo della contea di Chaves nello Stato del Nuovo Messico, negli Stati Uniti. La sua popolazione era di 48 422 abitanti al censimento del 2020, il che la rendeva la quinta città più grande del Nuovo Messico. La contea di Chaves costituisce l'area micropolitana di Roswell.

## Storia
Qui ha sede il New Mexico Military Institute (NMMI), fondato nel 1891. La città è anche sede di un campus della Eastern New Mexico University. Il Bitter Lake National Wildlife Refuge si trova a pochi chilometri a nord-est della città, sul fiume Pecos. Il Bottomless Lakes State Park si trova a 19 km ad est di Roswell sulla US 380.
L'incidente di Roswell prese il nome dalla città, anche se il luogo dello schianto del presunto UFO si trovava a circa 121 km da Roswell, nella vicina località di Corona. Le indagini e il recupero dei detriti furono affidati alla vicina base militare Roswell Army Air Field. In occasione del 50º anniversario dell'incidente di Roswell è stato organizzato l'UFO Festival.
Negli anni 1930, Roswell è stata sede di gran parte dei primi lavori di missilistica di Robert H. Goddard. Il Roswell Museum and Art Center ospita una mostra che include una ricostruzione del laboratorio di sviluppo dei motori a razzo di Goddard. Una delle scuole superiori della città, la Goddard High School, è intitolata a Robert H. Goddard.
L'industria turistica di Roswell si basa su musei e aziende di ingegneria aerospaziale e ufologia, nonché sull'iconografia a tema alieno e astronautico. La città si basa anche sul turismo legato al Nuovo Messico e all'America. I ristoranti di cucina neomessicana, come il Martin's Capitol Café, sono molto frequentati e sono situati in Main Street, vicino all'International UFO Museum and Research Center. Nei pressi di Pioneer Plaza e nei parchi della città si tengono spettacoli di folk americano e musica del Nuovo Messico.
Roswell è un centro per l'agricoltura tramite le rogge, la produzione di latte e l'allevamento; è anche la sede di diversi impianti di produzione, distribuzione e petrolifero. Tutto ciò ha fatto sì che Roswell, oltre a essere un importante centro regionale, di vincere l'All-America City Award in più occasioni, tra il 1978 e il 1979 e nel 2002.
Roswell possiede una lunga tradizione nella Minor League Baseball.

## Geografia fisica
Secondo l'Ufficio del censimento degli Stati Uniti, ha una superficie totale di 29,92 mi² (77,49 km²).

## Società

### Evoluzione demografica
Secondo il censimento del 2020, la popolazione era di 48 422 abitanti.

## Cultura

### Media
La serie televisiva degli anni 1990 Roswell, è come dice il nome, ambientata a Roswell, e riprende il mito dell'incidente degli UFO, raccontando di come tre adolescenti, che poi si scopre siano degli alieni, abitino nella cittadina, cresciuti, come normali esseri umani.

## Economia
L'economia del luogo si affida sull'allevamento e agricoltura, la produzione di latte, e industria manifatturiera. Esiste anche una discreta attività petrolifera, grazie ai numerosi pozzi dove esso viene estratto.